# Columbia Sportswear

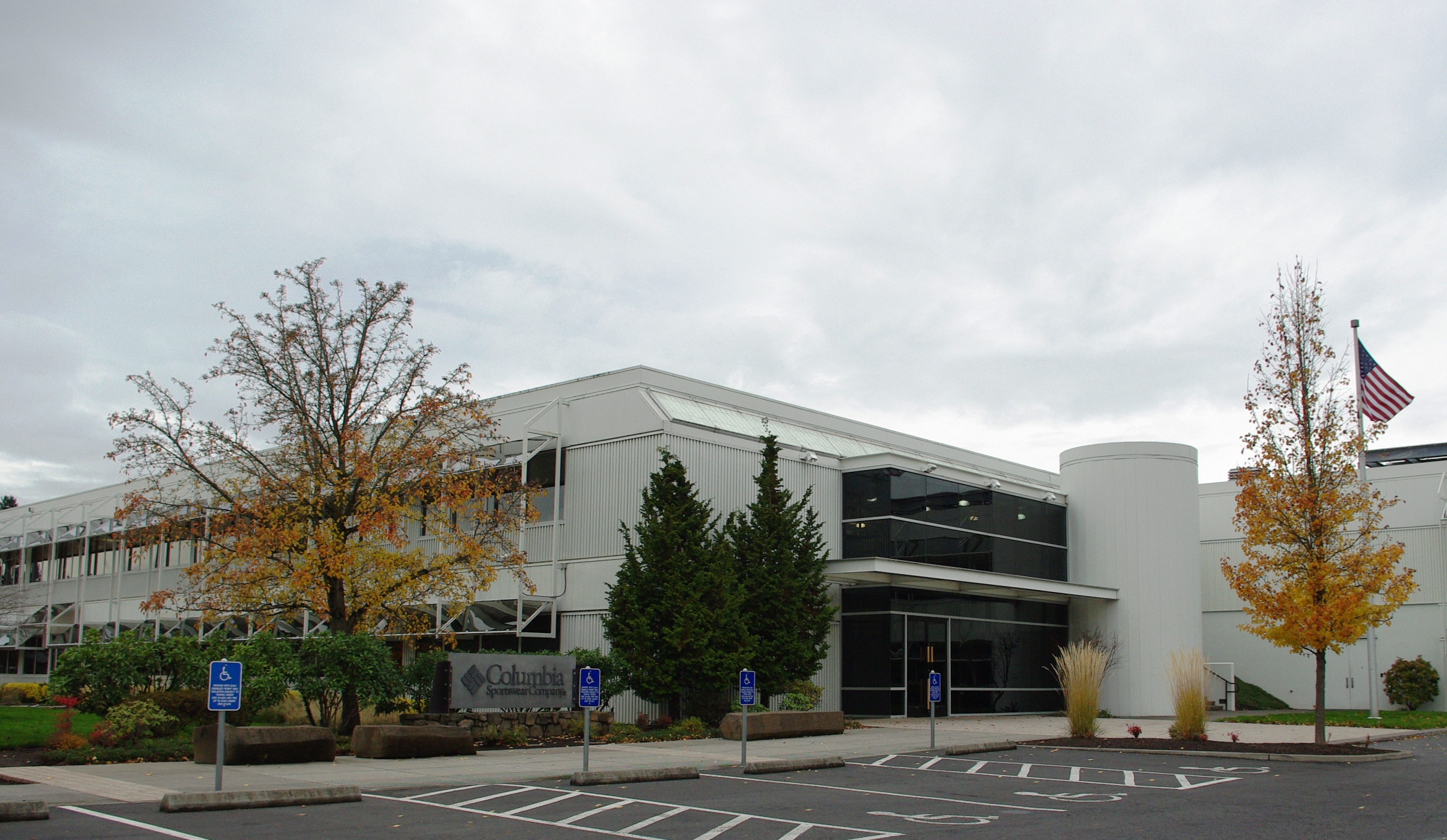
Firmenzentrale im Washington County

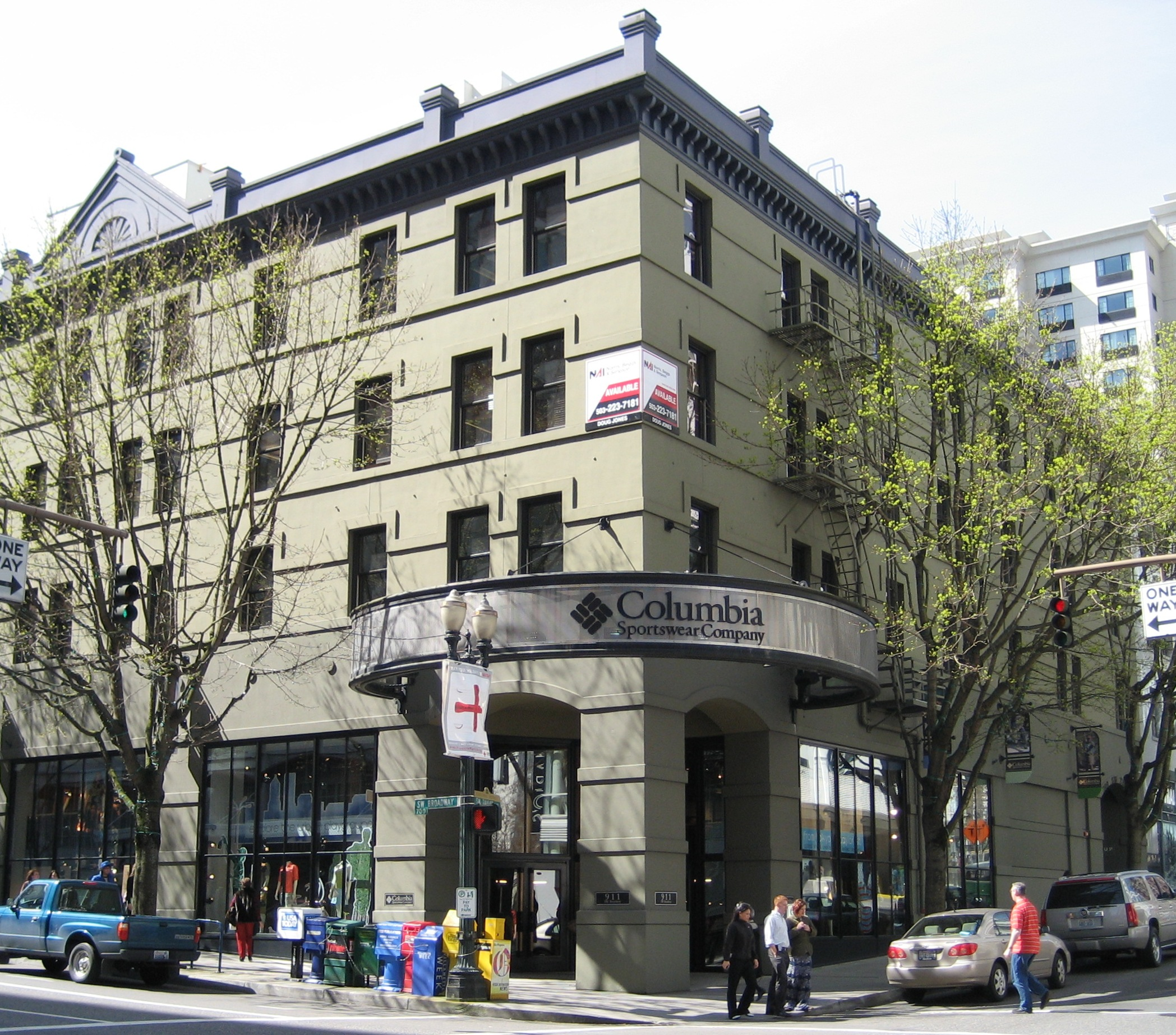
Flagship-Store in Portland

Columbia Sportswear ist ein 1938 gegründeter US-amerikanischer Sportartikelhersteller mit Sitz in Portland im Bundesstaat Oregon. Das Unternehmen ist bekannt für Outdoor-Bekleidung und Skimode. Columbias Produkte wurden 2021 in rund 90 Ländern vertrieben.

## Geschichte
Columbia Sportswear wurde von dem aus Augsburg stammenden jüdischen Textilfabrikanten Paul Lammfromm (1888–1964) gegründet.
Lammfromm floh 1937 mit seiner Frau Marie (1896–1982) und den drei Töchtern Hildegard (1922–1984), Gertrude (1924–2019) und Eva (* 1929) nach Portland. 
In Augsburg war er Teilhaber der Firma Lammfromm und Biedermann gewesen, einer großen Fabrik für Weiß- und Unterwäsche, die kurz vor der Flucht von den Nationalsozialisten „arisiert“ und den Fabrikanten Fritz und Karl Oelkrug übereignet worden war.
In Portland liehen sich Paul und Marie Lammfromm, jetzt Lamfrom, Geld und kauften 1938 eine kleine Hutfabrik namens Rosenfeld Hat Company, die sie in Columbia Hat Company umbenannten. 
Das kleine Familienunternehmen produzierte zunächst nur Hüte. Der nahe gelegene Columbia River stand Pate für den Firmennamen. Nach der Heirat der Tochter Gertrude mit Neal Boyle 1948 stieg dieser in das Geschäft seines Schwiegervaters mit ein. Boyle erweiterte das Produktsortiment um graue Hosen und dunkelblaue Blazer.
1970 starb Neal Boyle und Gertrude, genannt Gert, übernahm zusammen mit ihrem Sohn Tim (* 1949) das verschuldete Geschäft mit rund 40 Angestellten. Die Verkäufe sanken 1971 um über 25 Prozent auf 600.000 US-Dollar, Banken und Zulieferer trauten der vormaligen Hausfrau Gert die Geschäftsführung zunächst nicht zu. 
Sie führte zunächst die Outdoor-Jacke Bugaboo mit herausnehmbarem Innenfutter ein und erweiterte die Produktlinie nach und nach um Bekleidung zum Jagen, Angeln und Skilaufen. Als erstes Unternehmen bot Columbia wetterfeste Kleidung aus Gore-Tex an. Die 1984 gestartete Werbekampagne „Tough Mother“ (dt. ‚Widerstandsfähige Mutter‘) mit Gert Boyle im Mittelpunkt machte das Unternehmen amerikaweit bekannt. Durch den steigenden Absatz vergrößerte Columbia den Vertrieb ab Mitte der 1980er Jahre auf die gesamte USA und später auch auf das Ausland, insbesondere Deutschland. 
1988 zog sich Gert Boyle aus der Unternehmensführung zurück, blieb aber das Gesicht der Marke. 1998 ging Columbia an die Börse. 2004 gehörte Columbia zu den profitabelsten Bekleidungsunternehmen der Welt, mit einer Umsatzrendite von 19 % und einem Erlös von 1,1 Milliarden US-Dollar. 
Die Strategie, vermehrt auf preiswerte Fleecejacken und Oberteile zu setzen – stark nachgefragt vom Einzelhändler Kohl’s – scheiterte. Columbias Konkurrent The North Face übernahm Columbias Marktführung im Bereich der Outdoor- und Spezialkleidung und Columbias Rendite und Gewinne sanken zwischen 2005 und 2009. 2007 stellte Columbia den Wissenschaftler Woody Blackford ein, der innerhalb von zehn Jahren über 200 Patente für Columbia anmeldete. Die neuen Funktionstextilien brachten den Umschwung.
Zu Columbia gehören auch die Marken Sorel für Stiefel, prAna für Yogabedarf sowie Mountain Hardwear für Bergwanderausstattung.

## Engagement im Radsport
Das Unternehmen sponserte von 2008 bis 2011 das Herren- und Damen-Radrennteam Team Columbia, beginnend mit dem Start des Teams bei der Tour de France 2008.